# A Capital (periódico português, 1910)
A Capital: diário republicano da noite publicou-se em Lisboa  entre 1910 e 1938, sob a direção de Manuel Guimarães.